# Leichtathletik-Afrikameisterschaften 1984
Die 3. Leichtathletik-Afrikameisterschaften fanden vom 12. bis 15. August im Stade Moulay Abdellah in der marokkanischen Hauptstadt Rabat statt.
Entscheidungen fielen in 22 Disziplinen für Männer und 16 Disziplinen für Frauen. Es nahmen 298 Athleten aus 28 Ländern teil.

## Resultate

### 100 m
| Platz | Land    | Athlet             | Zeit    |
| ----- | ------- | ------------------ | ------- |
| 1     | Nigeria | Chidi Imoh         | 10,40 s |
| 2     | Senegal | Charles-Louis Seck | 10,49 s |
| 3     | Nigeria | Eseme Ikpoto       | 10,58 s |

| Platz | Land  | Athletin       | Zeit    |
| ----- | ----- | -------------- | ------- |
| 1     | Ghana | Doris Wiredu   | 11,88 s |
| 2     | Kenia | Joyce Odhiambo | 11,93 s |
| 3     | Ghana | Grace Armah    | 11,98 s |

### 200 m
| Platz | Land     | Athlet            | Zeit    |
| ----- | -------- | ----------------- | ------- |
| 1     | Nigeria  | Innocent Egbunike | 20,66 s |
| 2     | Nigeria  | Eseme Ikpoto      | 21,19 s |
| 3     | Algerien | Ali Bakhta        | 21,32 s |

| Platz | Land    | Athletin            | Zeit    |
| ----- | ------- | ------------------- | ------- |
| 1     | Marokko | Nawal El Moutawakel | 23,93 s |
| 2     | Ghana   | Mercy Addy          | 24,42 s |
| 3     | Kenia   | Joyce Odhiambo      | 24,44 s |

### 400 m
| Platz | Land           | Athlet            | Zeit    |
| ----- | -------------- | ----------------- | ------- |
| 1     | Elfenbeinküste | Gabriel Tiacoh    | 45,52 s |
| 2     | Nigeria        | Sunday Uti        | 46,16 s |
| 3     | Sudan          | El Kashief Hassan | 46,47 s |

| Platz | Land  | Athletin     | Zeit    |
| ----- | ----- | ------------ | ------- |
| 1     | Kenia | Ruth Atuti   | 54,05 s |
| 2     | Kenia | Mable Esendi | 54,88 s |
| 3     | Ghana | Mercy Addy   | 56,36 s |

### 800 m
| Platz | Land    | Athlet       | Zeit        |
| ----- | ------- | ------------ | ----------- |
| 1     | Kenia   | Sammy Koskei | 1:45,17 min |
| 2     | Senegal | Moussa Fall  | 1:45,56 min |
| 3     | Sudan   | Omer Khalifa | 1:45,78 min |

| Platz | Land           | Athletin             | Zeit        |
| ----- | -------------- | -------------------- | ----------- |
| 1     | Kenia          | Justina Chepchirchir | 2:04,52 min |
| 2     | Kenia          | Florence Wanjiru     | 2:05,96 min |
| 3     | Elfenbeinküste | Célestine N’Drin     | 2:07,72 min |

### 1500 m
| Platz | Land     | Athlet       | Zeit        |
| ----- | -------- | ------------ | ----------- |
| 1     | Marokko  | Saïd Aouita  | 3:38,18 min |
| 2     | Sudan    | Omer Khalifa | 3:39,90 min |
| 3     | Algerien | Mehdi Aidet  | 3:40,85 min |

| Platz | Land     | Athletin             | Zeit        |
| ----- | -------- | -------------------- | ----------- |
| 1     | Kenia    | Justina Chepchirchir | 4:18,45 min |
| 2     | Marokko  | Fatima Aouam         | 4:22,75 min |
| 3     | Algerien | Leïla Bendahmane     | 4:23,15 min |

### 5000 m / 3000 m
| Platz | Land     | Athlet             | Zeit         |
| ----- | -------- | ------------------ | ------------ |
| 1     | Algerien | Abderrazak Bounour | 13:41,94 min |
| 2     | Kenia    | Samson Obwocha     | 13:41,98 min |
| 3     | Kenia    | Kipsubai Koskei    | 13:42,05 min |

| Platz | Land     | Athletin         | Zeit        |
| ----- | -------- | ---------------- | ----------- |
| 1     | Kenia    | Mary Chepkemboi  | 9:19,05 min |
| 2     | Kenia    | Regina Chemeli   | 9:22,17 min |
| 3     | Algerien | Leïla Bendahmane | 9:26,28 min |

### 10.000 m
| Platz | Land      | Athlet             | Zeit        |
| ----- | --------- | ------------------ | ----------- |
| 1     | Kenia     | Kipsubai Koskei    | 28:11,7 min |
| 2     | Dschibuti | Ahmed Salah        | 28:17,4 min |
| 3     | Tunesien  | Mohamed Ali Chouri | 28:49,8 min |

### 110 m Hürden / 100 m Hürden
| Platz | Land     | Athlet               | Zeit    |
| ----- | -------- | -------------------- | ------- |
| 1     | Kenia    | Philip Sang          | 14,15 s |
| 2     | Algerien | RIad Benhaddad       | 14,36 s |
| 3     | Ägypten  | Hisham Mohamed Makin | 14,60 s |

| Platz | Land    | Athletin         | Zeit    |
| ----- | ------- | ---------------- | ------- |
| 1     | Nigeria | Maria Usifo      | 13,42 s |
| 2     | Senegal | Awa Dioum-Ndiaye | 14,40 s |
| 3     | Marokko | Chérifa Meskaoui | 14,55 s |

### 400 m Hürden
| Platz | Land    | Athlet                   | Zeit    |
| ----- | ------- | ------------------------ | ------- |
| 1     | Senegal | Amadou Dia Ba            | 49,30 s |
| 2     | Nigeria | Henry Amike              | 49,95 s |
| 3     | Ägypten | Ahmed Abdel Halim Ghanem | 50,77 s |

| Platz | Land     | Athletin            | Zeit    |
| ----- | -------- | ------------------- | ------- |
| 1     | Marokko  | Nawal El Moutawakel | 56,01 s |
| 2     | Algerien | Rachida Ferdjaoui   | 63,17 s |
| 3     | ---      | ---                 | ---     |

### 3000 m Hindernis
| Platz | Land     | Athlet           | Zeit        |
| ----- | -------- | ---------------- | ----------- |
| 1     | Kenia    | Joshua Kipkemboi | 8:27,88 min |
| 2     | Algerien | Lahcene Babaci   | 8:36,60 min |
| 3     | Algerien | Habib Chérif     | 8:38,26 min |

### 20 km Gehen
| Platz | Land     | Athlet               | Zeit      |
| ----- | -------- | -------------------- | --------- |
| 1     | Algerien | Abdelouaheb Ferguène | 1:30:02 h |
| 2     | Algerien | Benamar Kachkouche   | 1:30:02 h |
| 3     | Marokko  | Hassan Kouchaoui     | 1:32:46 h |

### Hochsprung
| Platz | Land            | Athlet                          | Höhe   |
| ----- | --------------- | ------------------------------- | ------ |
| 1     | Marokko         | Mohamed Aghlal                  | 2,17 m |
| 2     | Senegal         | Boubacar Guèye                  | 2,14 m |
| 3     | Algerien Tschad | Azedine Mostéfa Belba Ngaroudel | 2,05 m |

| Platz | Land           | Athletin           | Höhe   |
| ----- | -------------- | ------------------ | ------ |
| 1     | Senegal        | Awa Dioum-Ndiaye   | 1,76 m |
| 2     | Elfenbeinküste | Lucienne N’Da      | 1,73 m |
| 3     | Elfenbeinküste | Salimata Coulibaly | 1,70 m |

### Weitsprung
| Platz | Land    | Athlet      | Weite  |
| ----- | ------- | ----------- | ------ |
| 1     | Nigeria | Paul Emordi | 7,90 m |
| 2     | Nigeria | Yusuf Alli  | 7,88 m |
| 3     | Nigeria | Joseph Kio  | 7,82 m |

| Platz | Land     | Athletin         | Weite  |
| ----- | -------- | ---------------- | ------ |
| 1     | Senegal  | Marianne Mendoza | 5,93 m |
| 2     | Tunesien | Basma Gharbi     | 5,77 m |
| 3     | Algerien | Dalila Tayebi    | 5,68 m |

### Dreisprung
| Platz | Land    | Athlet         | Weite   |
| ----- | ------- | -------------- | ------- |
| 1     | Nigeria | Joseph Taiwo   | 17,19 m |
| 2     | Nigeria | Ajayi Agbebaku | 16,96 m |
| 3     | Senegal | Mamadou Diallo | 16,68 m |

### Stabhochsprung
| Platz | Land     | Athlet           | Höhe   |
| ----- | -------- | ---------------- | ------ |
| 1     | Marokko  | Mohamed Bouihiri | 4,60 m |
| 2     | Tunesien | Mongi Labidi     | 4,40 m |
| 3     | Tunesien | Choukri Abahnini | 4,40 m |

### Speerwurf
| Platz | Land     | Athlet             | Weite   |
| ----- | -------- | ------------------ | ------- |
| 1     | Tunesien | Tarek Chaabani     | 77,40 m |
| 2     | Tunesien | Mongi Alimi        | 73,88 m |
| 3     | Algerien | Ahmed Mahour Bacha | 71,86 m |

| Platz | Land           | Athletin        | Weite   |
| ----- | -------------- | --------------- | ------- |
| 1     | Elfenbeinküste | Ténin Camara    | 45,48 m |
| 2     | Marokko        | Samira Benhamza | 44,90 m |
| 3     | Marokko        | Naïma Fouad     | 44,40 m |

### Diskuswurf
| Platz | Land     | Athlet                 | Weite   |
| ----- | -------- | ---------------------- | ------- |
| 1     | Ägypten  | Mohamed Naguib Hamed   | 58,62 m |
| 2     | Tunesien | Abderrazak Ben Hassine | 54,46 m |
| 3     | Marokko  | Mohamed Fatihi         | 48,86 m |

| Platz | Land     | Athletin         | Weite   |
| ----- | -------- | ---------------- | ------- |
| 1     | Marokko  | Zoubida Laayouni | 52,70 m |
| 2     | Algerien | Aïcha Dahmous    | 50,12 m |
| 3     | Marokko  | Chérifa Meskaoui | 46,04 m |

### Kugelstoßen
| Platz | Land    | Athlet                | Weite   |
| ----- | ------- | --------------------- | ------- |
| 1     | Ägypten | Ahmed Mohamed Ashoush | 18,45 m |
| 2     | Ägypten | Ahmed Kamel Shata     | 18,09 m |
| 3     | Marokko | Mohamed Fatihi        | 16,95 m |

| Platz | Land     | Athletin        | Weite   |
| ----- | -------- | --------------- | ------- |
| 1     | Gabun    | Odette Mistoul  | 15,51 m |
| 2     | Marokko  | Souad Malloussi | 15,31 m |
| 3     | Algerien | Aïcha Dahmous   | 13,44 m |

### Hammerwurf
| Platz | Land     | Athlet               | Weite   |
| ----- | -------- | -------------------- | ------- |
| 1     | Algerien | Hakim Toumi          | 68,64 m |
| 2     | Ägypten  | Hisham Abdeslam Zaki | 61,04 m |
| 3     | Algerien | Yacine Louail        | 59,90 m |

### 4 × 100 m
| Platz | Land           | Zeit    |
| ----- | -------------- | ------- |
| 1     | Nigeria        | 39,49 s |
| 2     | Elfenbeinküste | 39,94 s |
| 3     | Senegal        | 40,86 s |

| Platz | Land   | Zeit    |
| ----- | ------ | ------- |
| 1     | Kenia  | 46,18 s |
| 2     | Ghana  | 46,20 s |
| 3     | Gambia | 47,20 s |

### 4 × 400 m
| Platz | Land    | Zeit        |
| ----- | ------- | ----------- |
| 1     | Senegal | 3:04,76 min |
| 2     | Nigeria | 3:04,85 min |
| 3     | Kenia   | 3:06,73 min |

| Platz | Land    | Zeit        |
| ----- | ------- | ----------- |
| 1     | Kenia   | 3:37,76 min |
| 2     | Ghana   | 3:45,96 min |
| 3     | Marokko | 3:54,41 min |

### Zehnkampf / Siebenkampf
| Platz | Land     | Athlet              | Punkte      |
| ----- | -------- | ------------------- | ----------- |
| 1     | Algerien | Mourad Mahour Bacha | 7022 Punkte |
| 2     | Tunesien | Hatem Bachar        | 6890 Punkte |
| 3     | Marokko  | Abdennacer Moumen   | 6810 Punkte |

| Platz | Land     | Athletin         | Punkte      |
| ----- | -------- | ---------------- | ----------- |
| 1     | Marokko  | Chérifa Meskaoui | 5448 Punkte |
| 2     | Kenia    | Fida Kiptala     | 5282 Punkte |
| 3     | Algerien | Nacèra Achir     | 5195 Punkte |

## Medaillenspiegel
| Medaillenspiegel Endstand nach 38 Entscheidungen | Medaillenspiegel Endstand nach 38 Entscheidungen | Medaillenspiegel Endstand nach 38 Entscheidungen | Medaillenspiegel Endstand nach 38 Entscheidungen | Medaillenspiegel Endstand nach 38 Entscheidungen | Medaillenspiegel Endstand nach 38 Entscheidungen |
| Platz                                            | Land                                             | Gold                                             | Silber                                           | Bronze                                           | Gesamt                                           |
| ------------------------------------------------ | ------------------------------------------------ | ------------------------------------------------ | ------------------------------------------------ | ------------------------------------------------ | ------------------------------------------------ |
| 1                                                | Kenia                                            | 10                                               | 6                                                | 3                                                | 19                                               |
| 2                                                | Marokko                                          | 7                                                | 3                                                | 8                                                | 18                                               |
| 3                                                | Nigeria                                          | 6                                                | 6                                                | 2                                                | 14                                               |
| 4                                                | Algerien                                         | 4                                                | 4                                                | 5                                                | 13                                               |
| 5                                                | Senegal                                          | 4                                                | 4                                                | 2                                                | 10                                               |
| 6                                                | Ägypten                                          | 2                                                | 2                                                | 2                                                | 6                                                |
| 6                                                | Elfenbeinküste                                   | 2                                                | 2                                                | 2                                                | 6                                                |
| 8                                                | Tunesien                                         | 1                                                | 5                                                | 2                                                | 8                                                |
| 9                                                | Ghana                                            | 1                                                | 3                                                | 2                                                | 6                                                |
| 10                                               | Gabun                                            | 1                                                | –                                                | –                                                | 1                                                |
| 11                                               | Sudan                                            | –                                                | 1                                                | 2                                                | 3                                                |
| 12                                               | Dschibuti                                        | –                                                | 1                                                | –                                                | 1                                                |
| 13                                               | Gambia                                           | –                                                | –                                                | 1                                                | 1                                                |
| 13                                               | Tschad                                           | –                                                | –                                                | 1                                                | 1                                                |